# Épiée dans ma maison
Pour plus de détails, voir Fiche technique et Distribution.
 Épiée dans ma maison (titre original : The Wrong Real Estate Agent) est un téléfilm américain réalisé par David DeCoteau, sorti en 2021, avec dans les rôles principaux Vivica A. Fox, Andres Londono et Alaya Lee Walton. Le film est produit par Lifetime et Hybrid.

## Synopsis
Julie (Vivica A. Fox), une mère célibataire, élève seule sa fille adolescente, Maddie. Grâce à un agent immobilier bienveillant, Charles, Julie retrouve un travail et même une nouvelle maison pour repartir d'un bon pied dans la vie. Mais Julie et Maddie, d'abord ravies d'emménager dans cette grande maison, déchantent vite, car elles ne se sentent pas en sécurité chez elles. Des bruits inexplicables et des événements étranges se produisent dans la maison. Plusieurs hommes rôdent sur la propriété : Connor, l'homme à tout faire, Shane, le petit ami de Maddie, un voisin qui se cache dans les buissons. Aux yeux de Julie, tous sont suspects, et elle ne fait confiance qu'à Charles. Mais découvrira-t elle son sinistre secret ?

## Distribution
- Vivica A. Fox : Julie
- Andres Londono : Charles
- Tom Sandoval : Connor
- Gina Hiraizumi : Annie
- Ciarra Carter : détective Simms
- Tyler James White : Shane
- Dorian Gregory : Ron
- Carmel Fisher : Kim
- Jarret Janako : officier de police[4]
- Alaya Lee Walton : Maddie
- Blake Turner : serveur
- Helene Udy : agent immobilier
- Margarita Reyes : Joyce
- Rib Hillis : PJ[1]

## Production
Le film est sorti le 1er janvier 2021 aux États-Unis. Il a été diffusé au Royaume-Uni sous deux titres différents, The Wrong Real Estate Agent et Killer in the Attic,.